# Jared Payne
Pour les articles homonymes, voir Payne.

a Compétitions nationales et continentales officielles uniquement.

b Matchs officiels uniquement.
Dernière mise à jour le 15 novembre 2018.
Jared Benjamin Payne, né le 13 octobre 1985 à Tauranga (Nouvelle-Zélande), est un joueur international irlandais d'origine néo-zélandaise de rugby à XV. Il compte 20 sélections avec l'équipe d'Irlande, évoluant au poste de centre.

## Biographie
En 2011, il rejoint l'Europe pour évoluer avec la province de l'Ulster. Sa première saison est perturbée par une blessure. En mai 2013, il est retenu dans l'équipe des Barbarians qui affronte les Lions britanniques avant leur tournée en Australie. Lors de cette même période, il prolonge son contrat avec l'Ulster, ce qui lui permet du pouvoir postuler en 2014, lorsqu'il aura joué trois saisons sur le sol irlandais, à une place au sein du quinze irlandais.
Il fait ses débuts avec l'Irlande en novembre 2014 face à l'Afrique du Sud. Il est aligné aux côtés de Robbie Henshaw pour former une nouvelle paire de centre après la retraite sportive de Brian O'Driscoll.
Il joue son premier match dans le tournoi lors de l'édition 2015 face à l'Italie.

## Statistiques en équipe nationale
Jared Payne compte vingt sélections avec l'Irlande, toutes en tant que titulaire, depuis sa première sélection le 8 novembre 2014 à Dublin face à l'équipe d'Afrique du Sud. Il inscrit vingt points, quatre essais.
Il participe à trois éditions du Tournoi des Six Nations, en 2015, 2016 et 2017. Il dispute dix rencontres, toutes en tant que titulaire, et inscrit deux essais.
Il participe à une édition de la Coupe du monde, en 2015 où il joue deux rencontres, face au Canada et la Roumanie.